# Sh2-300
Sh2-300 è una piccola nebulosa a emissione visibile nella costellazione della Poppa.
Si individua nella parte nordoccidentale della costellazione, circa 11° a ENE di Sirio, la stella più brillante del cielo notturno, e a circa 1° a sudovest del brillante ammasso aperto M47; fa coppia con la vicina nube Sh2-299 ed è piuttosto debole, pertanto occorrono strumenti potenti e appositi filtri per poterla individuare. Il periodo più adatto per la sua osservazione nel cielo serale è compreso fra i mesi di dicembre e aprile e la sua declinazione meridionale fa sì che sia osservabile con più facilità dalle regioni australi.
Sh2-300 è una piccola regione H II posta sul bordo settentrionale di una grande superbolla nota come GS234-02, originatasi in seguito all'esplosione di alcune decine di supernovae; l'espansione della superbolla ha favorito i fenomeni di formazione stellare nelle nubi molecolari che si sono accumulate sui suoi bordi. In direzione della nube si trova l'ammasso NGC 2414, facente parte della stessa regione galattica e associato a delle stelle giovani e calde di classe spettrale O e B; la principale responsabile della ionizzazione dei gas di Sh2-300 sarebbe una stella blu di sequenza principale di classe B0V e catalogata come SLS 478, di magnitudine apparente 11,50.